# Alpi venete
L'espressione Alpi venete è piuttosto generica ed indica tutti i rilievi montuosi alpini della regione Veneto. Di fatto, però, questa dicitura non è contemplata da alcun sistema di suddivisione del sistema alpino.
La SOIUSA individua le seguenti sezioni e sottosezioni che interessano il Veneto:
- la sottosezione Prealpi Gardesane (inserita nella sezione Prealpi Bresciane e Gardesane) interessa in parte il Veneto ed in parte la Lombardia ed il Trentino-Alto Adige;
- la sezione Dolomiti interessa in modo particolare il Veneto e parzialmente il Trentino-Alto Adige;
- la sezione Prealpi Venete, comprendente i rilievi prealpini, interessa il Veneto e parzialmente il Friuli-Venezia Giulia;
- la sottosezione Alpi Carniche (inserite nella sezione Alpi Carniche e della Gail) interessa parzialmente il Veneto e principalmente il Friuli-Venezia Giulia e l'Austria.